# Fannin County, Georgia
Fannin County är ett administrativt område i Georgia, med 23 682 invånare. Den administrativa huvudorten (county seat) är Blue Ridge. 

## Geografi
Enligt United States Census Bureau har countyt en total area på 1 014 km². 1005 km² av den arean är land och 9 km² är vatten. 